# Uherčice (powiat Znojmo)
Uherčice – gmina w Czechach, w powiecie Znojmo, w kraju południowomorawskim. Według danych z dnia 1 stycznia 2022 liczyła 350 mieszkańców.

## Zabytki
- Zamek w Uherčicach